# 모스크바 국립 동양 박물관
모스크바 국립 동양 박물관(러시아어: Государственный музей искусства народов Востока, 영어: The State Museum of Oriental Art)은 러시아 모스크바에 위치하며 1918년에 개관한 박물관이다. 모스크바 국립 동양 박물관은 러시아 내에서는 유일하게 아시아와 중앙아시아 및 코카서스 등의 동양 미술품을 수집 연구하는 박물관이다.